# Ксеньєвка (смт)
Ксе́ньєвка (рос. Ксеньевка) — селище міського типу у складі Могочинського району Забайкальського краю, Росія. Адміністративний центр Ксеньєвського міського поселення.

## Населення
Населення — 2980 осіб (2010; 3496 у 2002).